# Kalimpong
Kalimpong (dewanagari कालिम्पोङ, bengali কালিম্পং) – miasto w Indiach, w paśmie górskim Siwalik, należącym do Himalajów, na terenie Bengalu Zachodniego. Leży na wysokości 1247 metrów nad poziomem morza. Miasto jest siedzibą podjednostki administracyjnej Kalimpong, wchodzącej w skład dystryktu Dardżyling. Na przedmieściach Kalimpongu znajduje się główna wysunięta baza wojskowa Indyjskich Sił Zbrojnych.
Kalimpong jest znane jako siedziba wielu szkół i instytucji edukacyjnych, które przyciągają studentów z północno-wschodnich Indii, Zachodniego Bengalu, Bhutanu, Nepalu i Bangladeszu. Niektóre spośród tych uczelni to: Dr. Graham's Homes (istnieje od ponad 100 lat, zajmuje powierzchnię 500 akrów), St. Augustine School (szkoła męska), St. Joseph Convent (szkoła żeńska), Rockvale Academy. W ostatnich latach Kalimpong stał się ważnym centrum turystycznym, atrakcyjnym ze względu na swój klimat (umiarkowany) i położenie w sąsiedztwie innych tego typu miejscowości w regionie. Miasto jest także znane z wielkiego rynku kwiatowego, a w szczególności ze sprzedaży szerokiej gamy gatunków storczyków. Mieści również kilka buddyjskich klasztorów różnych tradycji, głównie buddyzmu tybetańskiego.

## Pochodzenie nazwy
Nie jest możliwe podanie dokładnej etymologii nazwy Kalimpong. Najprawdopodobniej pochodzi ona od tybetańskiego słowa kalon, które oznacza: zgromadzenie służących królowi. Innym możliwym źródłem jest tłumaczenie z języka lepcza – pasma górskie, w których gramy, co jest nawiązaniem do tradycji sportów letnich na terenie regionu. Mieszkańcy gór często nazywają miasto Kalibong (czarny pośpiech).
Według K.P. Tamsanga, autora książki Niewypowiedziana i nieznana rzeczywistość Lepczów, określenie Kalimpong pochodzi od nazwy Kalenpung, która w języku lepcza oznacza Wzgórze zgromadzeń. Z biegiem czasu nazwa miałaby się zmienić na Kallebung aż w końcu Kalimpong. Inna możliwość to pochodzenie nazwy od Kaulim, włóknistej rośliny rosnącej w tamtej okolicy.
Powyższe etymologie wskazują na pierwotną wymowę ka-ley-bong, która później zmieniła się w Kalimpong, prawdopodobnie z powodu problemów Brytyjczyków z wymówieniem tego pierwszego słowa.

## Historia

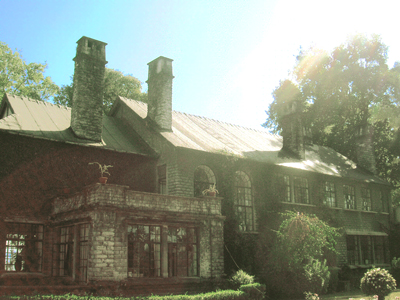
Dom Morganów, klasyczny przykład architektury kolonialnej w Kalimpong

Do połowy XIX wieku tereny wokół Kalimpongu były rządzone na przemian przez państwa: sikkimskie i bhutańskie.
Tereny współczesnego Kalimpong były prawdopodobnie w XVIII wieku wysuniętą pozycją Bhutańczykow, górującą nad doliną rzeki Teesta. Obszar ten był nielicznie zamieszkany przez tubylczą wspólnotę Lepcza i napływowe plemiona Bhutia i Limbu.
Po wojnie między Anglią i Bhutanem w 1864 został podpisany układ z Sinchula (1865), według którego terytorium władane przez Bhutańczyków, na wschód od rzeki Teesta, zostało przekazane Brytyjskiej Kompanii Wschodnioindyjskiej. W tym czasie Kalimpong było przysiółkiem, w którym mieszkały dwie lub trzy rodziny.
Pierwszą odnotowaną informacją o mieście była wzmianka Ashleya Edena, urzędnika rządowego Bengalskiej Służby Cywilnej.
Po wojnie region został częścią dystryktu Zachodni Duars, a w roku następnym został połączony z dystryktem Dardżylingu. Umiarkowany klimat skłonił Brytyjczyków do rozbudowy miasta jako alternatywnego wobec Dardżylingu letniska, umożliwiającego ucieczkę przed upalnym na indyjskich równinach Gangesu latem. Bliskość przełęczy Nathu La i Jelep La, leżących obok starożytnego jedwabnego szlaku, była dodatkową zaletą i wkrótce Kalimpong stał się ważną placówką w handlu futrami, wełną i zbożem, między Indiami i Tybetem. To przyciągnęło dużą liczbę emigrantów z Nepalu, a w konsekwencji nagły wzrost populacji i dobrobyt ekonomiczny.
Przybycie szkockich misjonarzy zapewniło budowę szkół i ośrodków pomocy dla Brytyjczyków. Na początku lat 70. XVIII wieku wielebny W. Macfarlane założył pierwsze szkoły w regionie - Instytut Misyjny Uniwersytetu Szkockiego (otwarty w 1886) i Liceum dla Dziewcząt w Kalimpongu. W 1900 roku wielebny J. A. Graham założył Dr. Graham's Homes – szkołę dla ubogich anglo-hinduskich uczniów. Do 1907 większość szkół w Kalimpongu umożliwiała naukę również hinduskim uczniom. Do 1911 populacja wzrosła do 7880 osób.
W konsekwencji uzyskania przez Indie niepodległości w 1947 Kalimpong stało się częścią stanu Zachodni Bengal, po tym jak Bengal został podzielony między Indie i Pakistan. Po aneksji Tybetu przez Chiny w 1959 wielu mnichów buddyjskich uciekło z Tybetu i założyło klasztory w Kalimpong. Mnisi ci przynieśli ze sobą wiele rzadkich buddyjskich pism. W 1962 roku całkowite zamknięcie przełęczy Jelep La po wojnie chińsko-indyjskiej spowodowało zwolnienie gospodarki Kalimpongu i odbiło się mocno na handlu pomiędzy Tybetem a Indiami. W 1976 przebywający z wizytą Dalajlama poświęcił klasztor Zang Dhok Palri Phodang, w którym przechowuje się wiele pism.
W latach 1986–1988 nasiliły się żądania o podłożu etnicznym, dotyczące utworzenia odrębnych stanów Gorkhaland i Kamtapur. Zamieszki pomiędzy Frontem Wyzwolenia Narodowego Gurków a rządem Zachodniego Bengalu spowodowały sytuację patową, po 40-dniowym strajku. Miasto było w praktyce oblężone, co skłoniło rząd stanowy Bengalu Zachodniego do wezwania armii indyjskiej, aby utrzymać prawo i porządek. To z kolei doprowadziło do utworzenia rady „Darjeeling Gorkha Hill Council”, struktury, która otrzymała półautonomiczną władzę w dystrykcie.
Mimo iż w Kalimpongu jest aktualnie spokojnie, pragnienie utworzenia odrębnego stanu pozostało. W lipcu 2004 spokojne na ogół miasto pojawiło się w narodowych i międzynarodowych wiadomościach, po tym jak Maninder Pal Singh Kohli, morderca poszukiwany przez Scotland Yard, został wyśledzony jako mieszkaniec Kalimpongu.

## Geografia

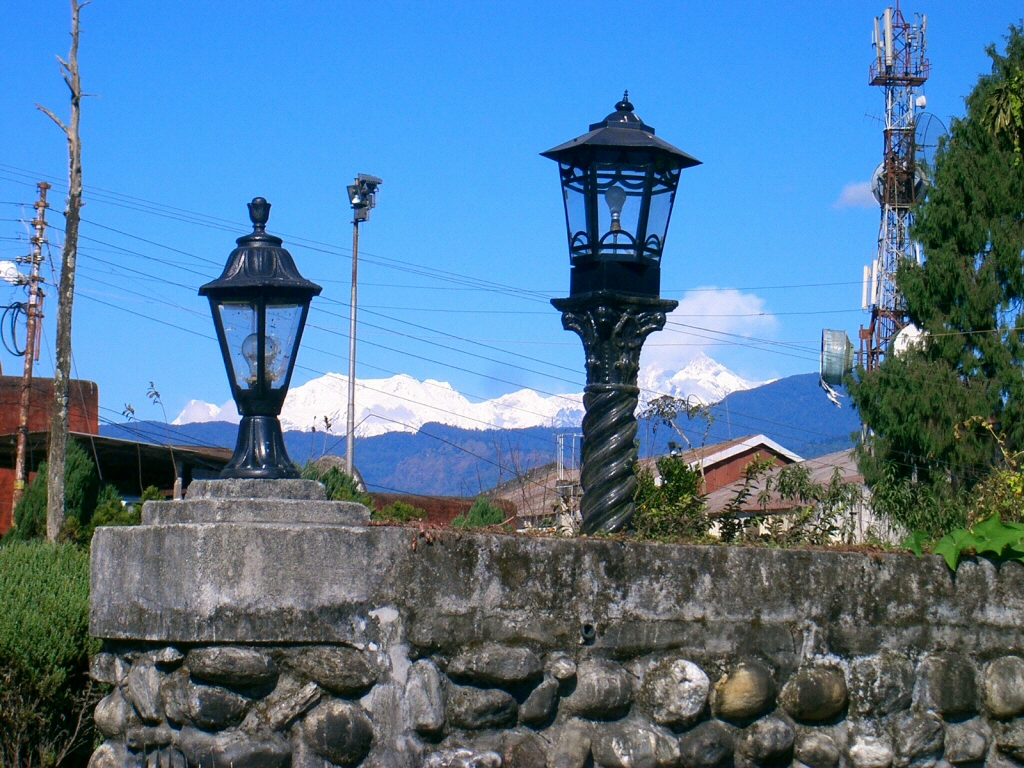
Widok na łańcuch Himalajów

Centrum miasta położone jest na grzbiecie łączącym góry Deolo i Durpin (Dubindra). Leży ono na wysokości 1247 m n.p.m. Deolo, najwyższy punkt na terenie Kalimpong, znajduje się na wysokości 1704 metrów, a Durpin – na wysokości 1372 metrów. Przez leżącą poniżej dolinę przepływa rzeka Teesta, oddzielając miasto od stanu Sikkim. Podobnie jak większość himalajskich szczytów, wzgórza Siwalik posiadają strome stoki i delikatną, luźną górną warstwę gleby, co prowadzi do częstych osuwisk w czasie monsunów. Są one otoczone przez wyższe szczyty, a ośnieżone łańcuchy Himalajów górują w oddali nad miastem. Z Kalimpong można zobaczyć Kanczendzongę, trzecią pod względem wysokości górę świata (8591 m / 28185 stóp n.p.m.).
Kalimpong ma pięć różnych pór roku: wiosna, lato, jesień, zima oraz monsun. Lato trwa od maja do czerwca, jest łagodne, temperatury wynoszą zwykle 30°C. Po lecie następuje monsun, który trwa od czerwca do września. Występują wtedy obfite deszcze, często powodujące lawiny, które oddzielają miasto od reszty kraju. Zima trwa od grudnia do lutego, z maksymalną temperaturą około 15 °C. Podczas monsunu i zimy Kalimpong często zasnuwają mgły. Roczne temperatury wahają się tutaj od 30 °C do −4 °C.
Nazwy wielu miejsc na terenie Kalimpong pochodzą od odległości mierzonej w milach, które dzielą je od Teesta Bazaar, miasta w pobliżu rzeki Teesta (przykładowo: lokal Trzynasta mila znajduje się w odległości 13 mil (21 km) od Teesta Bazaar).

## Gospodarka

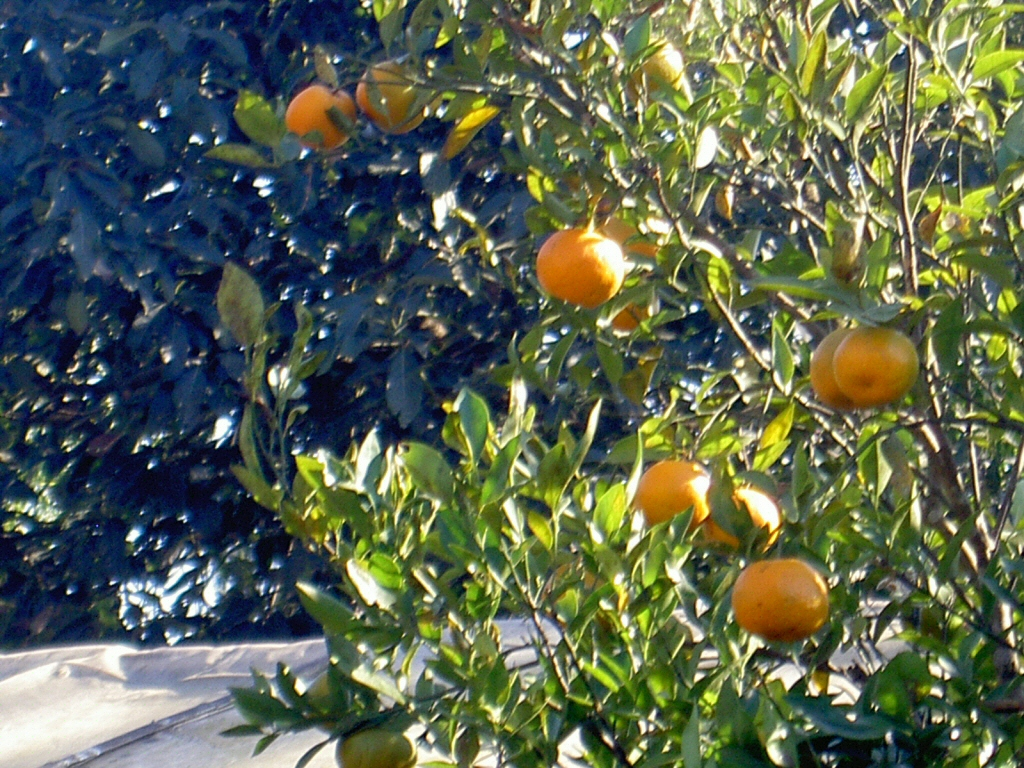
Pomarańcze rosnące na stokach eksportowane są do innych części Indii.

Najważniejszym czynnikiem dla gospodarki miasta Kalimpong jest turystyka. Latem i wiosną miasto jest jednym z najczęściej odwiedzanych przez turystów, dzięki czemu wielu mieszkańców ma zatrudnienie.
Uprawy na terasowych zboczach są podstawowym źródłem utrzymania ludności wiejskiej i służą zaopatrywaniu miasta w owoce i warzywa. Wykorzystanie edukacji jest pierwszorzędnym warunkiem rozwoju gospodarki miasta, jednakże w ostatnich latach znajduje się ona w zastoju. Wiele zakładów, dostarczając podstawowych produktów, zaopatruje miejscową bazę indyjskiej armii. Niewielki wkład w gospodarkę miasta ma sprzedaż wyrobów tradycyjnej sztuki i rzemiosła z Sikkimu i z Tybetu. Wysiłki rządu były skierowane na utrzymanie zatrudnienia mieszkańców w przy hodowli jedwabników, w rybołówstwie i w sejsmologii. Kalimpong jest także ośrodkiem eksportu kwiatów, wśród których szczególnie szeroki jest wachlarz rodzimych storczyków i mieczyków.

## Transport

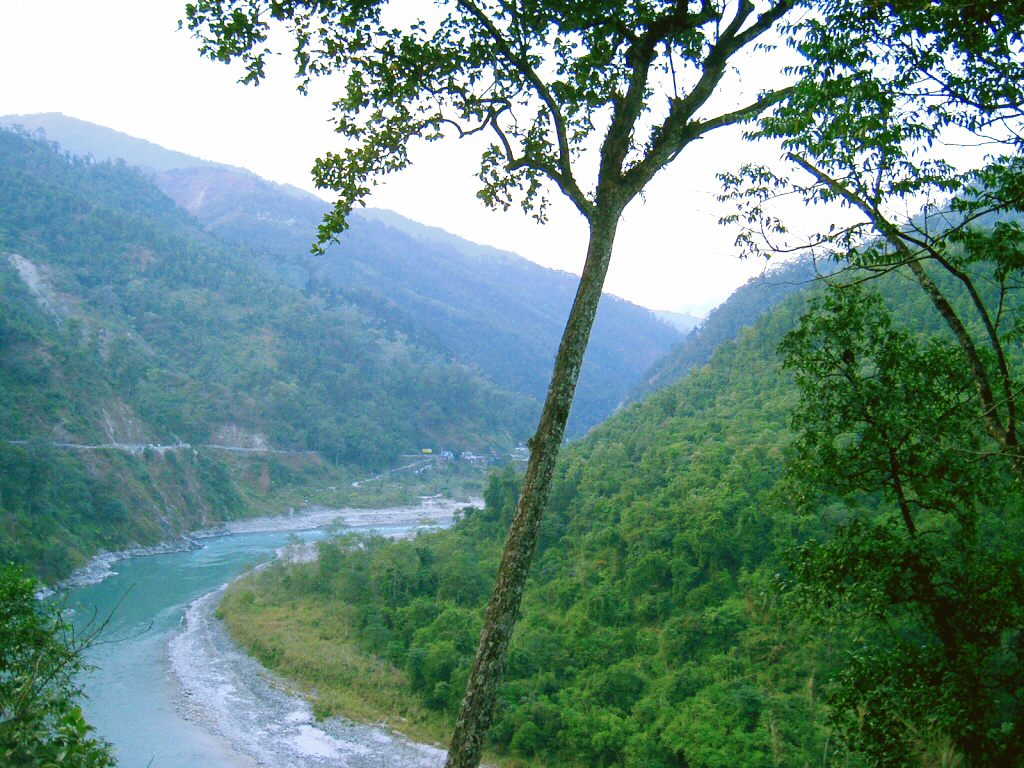
Droga krajowa 31A – zakręt w pobliżu rzeki Teesta, niedaleko Kalimpong

Kalimpong leży przy drodze NH31A łączącej Sevok i Gangtok. Droga jest odnogą NH31 z Sevok do Siliguri. Obie te drogi, przez Sevok, łączą Kalimpong z równinami. Połączenia Kalimpong z Siliguri, Kurseong, Darjeeling i Gangtok zapewniają autobusy komunikacji publicznej oraz najemni przewoźnicy. Do pokonywania stromych zboczy najlepiej służą pojazdy z napędem czterokołowym. Drogi ulegają często zniszczeniu i zatarasowaniu z powodu obsuwów ziemi w porze monsunowej. W obrębie miasta ludzie najczęściej przemieszczają się pieszo. Używają też rowerów, innych dwuśladów i taksówek.
Najbliższym lotniskiem jest Bagdogra w pobliżu Silguri, ok. 80 km. od Kalimpong. Największe linie lotnicze, zapewniające połączenia z Delhi, Kalkutą i Paro w Bhutanie, Guwahati oraz Bangkokiem, to Indian Airlines, Jet Airways, Air Deccan oraz bhutańskie Druk Air. Najbliższa większa stacja kolejowa to New Jalpaiguri na skraju Siliguri, z połączeniami z większością ważniejszych miast w kraju.

## Demografia
Według indyjskiego spisu powszechnego z roku 2001 Kalimpong liczy 42 980 mieszkańców. Mężczyźni stanowią 52% ludności, zaś kobiety – 48%. Wskaźnik alfabetyzmu w Kalimpong wynosi 79% i jest wyższy od krajowej średniej – 59,5%: wskaźnik alfabetyzmu wśród mężczyzn kształtuje się na poziomie 84%, a wśród kobiet wynosi on 73%. 8% populacji Kalimpong to dzieci poniżej 6. roku życia.

## Polityka
Kalimpong jest siedzibą jednostki administracyjnej Kalimpong, części dystryktu Dardżyling. W dystrykcie władzę sprawuje Gorkha Hill Council, półautonomiczny organ zachodniobengalskiego parlamentu. Kalimpong wybiera do niego ośmiu przedstawicieli. Miasto podzielone jest na 23 okręgi, podczas gdy we wsi istnieje 47 panćajatów, pięcioosobowych rad wiejskich.

## Religia i obiekty sakralne

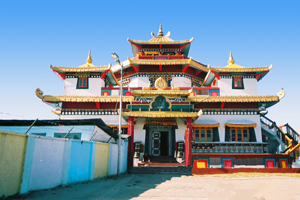
Klasztor Zang Dhok Palri Phodong na wzgórzu Durpin

Hinduizm jest religią przeważającą w mieście Kalimpong. Kolejnymi najliczniejszymi religiami są buddyzm i chrześcijaństwo. Islam występuje w mniejszym stopniu, choć w okolicach targu znajduje się meczet.
W mieście obchodzone są święta Diwali, Boże Narodzenie, Dussera (w lokalnym dialekcie nepalskim – Nawaratri) oraz Losar – buddyjskie święto Nowego Roku.
Najważniejsze obiekty sakralne w Kalimpong:
- Kryszna Mandir – w kompleksie hinduistycznym Mangal dham
- Thongsa Gompa – zabytkowy bhutański klasztor buddyjski (z roku 1692)
- Zong Dog Palri Fo-Brang Gompa – na Drupin Dara ill 1372, konsekrowana przez Dalajlamę w 1976
- Tharpa Choeling Gompa – tradycji Gelugpa
- Gurudźi Śri 108 Mangaldasdźi Mandir – w kompleksie hinduistycznym Mangal dham
- klasztor Phodong Palri Dhok Zang Gelugpy (Żółtych Czapek), jednej z głównych szkół buddyzmu tybetańskiego, do której należy Dalajlama. W klasztorze znajduje się 108 tomów kangjuru, tybetańskiego kanonu pism buddyjskich.
- kościół pw. Świętej Teresy

## Społeczeństwo i kultura
Większość mieszkańców Kalimpong stanowią Nepalczycy, którzy wyemigrowali ze swojego kraju w poszukiwaniu pracy, podczas gdy Nepal był rządzony przez Brytyjczyków.
W Kalimpong znajdują się dwa ważne ośrodki kulturalne. Pierwszym z nich jest Muzeum Lepcza, drugi to klasztor Phodong Palri Dhok Zang. W muzeum Lepcza, umieszczonym w odległości kilometra od centrum Kalimpong, znajdują się eksponaty, prezentujące kulturę społeczności Lepcza, tubylczych ludów zamieszkujących Sikkim.

## Media i szkolnictwo
Kalimpong odbiera wszystkie programy telewizyjne, które dostępne są na terenie Indii. Telewizja kablowa działa w niemal każdym domu na terenie miasta, podczas gdy telewizja satelitarna jest częściej spotykana w odległych strefach Kalimpong. Poza kanałami ogólnie dostępnymi w Indiach, Kalimpong odbiera także lokalne programy nadawane w języku nepali. Gazety dostępne na terenie miasta to: dzienniki w języku angielskim – The Statesman i The Telegraph, które drukowane są w Siliguri oraz drukowane w Kalkucie The Hindu i Times of India. Oprócz powyższych można również znaleźć kilka gazet w językach nepali, hindi i bengali. Pomimo iż wszystkie główne publikacje są dostępne w Kalimpongu, najpopularniejszą jest lokalny periodyk angielski o nazwie Himalayan Times, który wychodzi zarówno w angielskim, jak i w nepali. Angielska edycja jest zalecaną lekturą dla wszystkich odwiedzających Kalimpong, ze względu na dużą liczbę informacji oraz odważne teksty.
Kawiarenki internetowe znajdują się w głównej części rynku Kalimpong, zwykle funkcjonują poprzez połączenie wdzwaniane (dial-up). Największa firma telekomunikacyjna działająca na terenie Indii, Bharat Sanchar Nigam Limited zaopatruje miasto w szerokopasmowe łącze, do 128 kB/s. Lokalna stacja radiowa, All India Radio to jedyny kanał radiowy odbierany na terenie Kalimpong. Miasto jest obsługiwane przez lokalne firmy telekomunikacyjne, takie jak: Bharat Sanchar Nigam Limited, Reliance Infocomm, Hutch oraz Airtel.
Na terenie Kalimpong znajduje się piętnaście szkół średnich. Jednymi z najbardziej popularnych z nich są: Dr. Graham's Homes, St. Augustine School (szkoła męska), Springdale Academy, St. Joseph Convent (szkoła żeńska) i Rockvale Academy. Dr. Graham's Homes to szkoła istniejąca od ponad stu lat. Powierzchnia, którą zajmuje to 500 akrów. Pierwsza szkoła w Kalimpong to The Scottish Universities Mission Institution, która otwarta została w 1886 roku. Edukacja w szkołach w Kalimpong trwa dziesięć lat. Później uczniowie mogą wybrać junior college lub dwa dodatkowe lata nauki. Głównymi uczelniami na terenie miasta są The Kalimpong Centre oraz Cluny Women's College. Obie są stowarzyszone z Uniwersytetem Północnobengalskim w mieście X=trzeba dopisać, może znajdę. Mimo wielu uczelni na terenie Kalimpong, większość uczniów rozpoczyna naukę w Siliguri oraz w Kalkucie. Nieopodal miasta Kalimpong znajduje się Tharpa Choling Monastery, uczelnia, do której uczęszczają osoby, które chcą zostać buddyjskimi mnichami.

## Flora i fauna

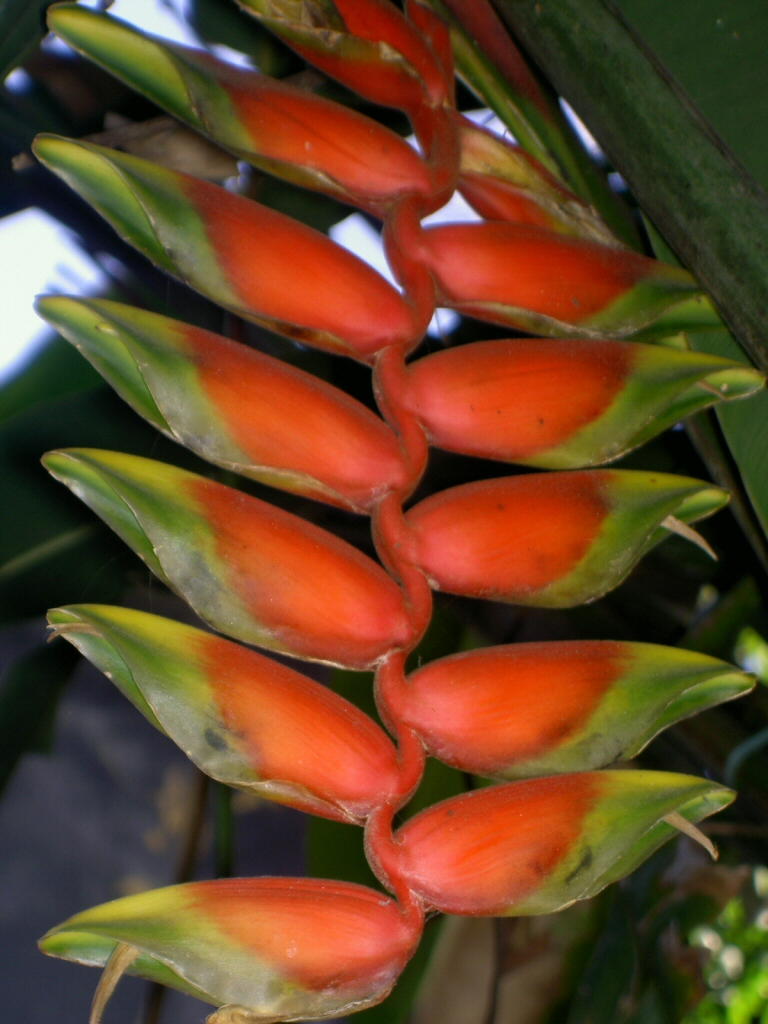
Helikonia

Obszary wokół miasta Kalimpong znajdują się we Wschodnich Himalajach, które uważane są za ważny punkt ekologiczny, jeden z trzech ekoregionów na terenie Indii. Najpopularniej spotykanym gatunkiem na dużych wysokościach jest akacja, a cynamonowce, fikusy, bambusy, kaktusy i kardamony spotykane są na wzgórzach wokół Kalimpong.

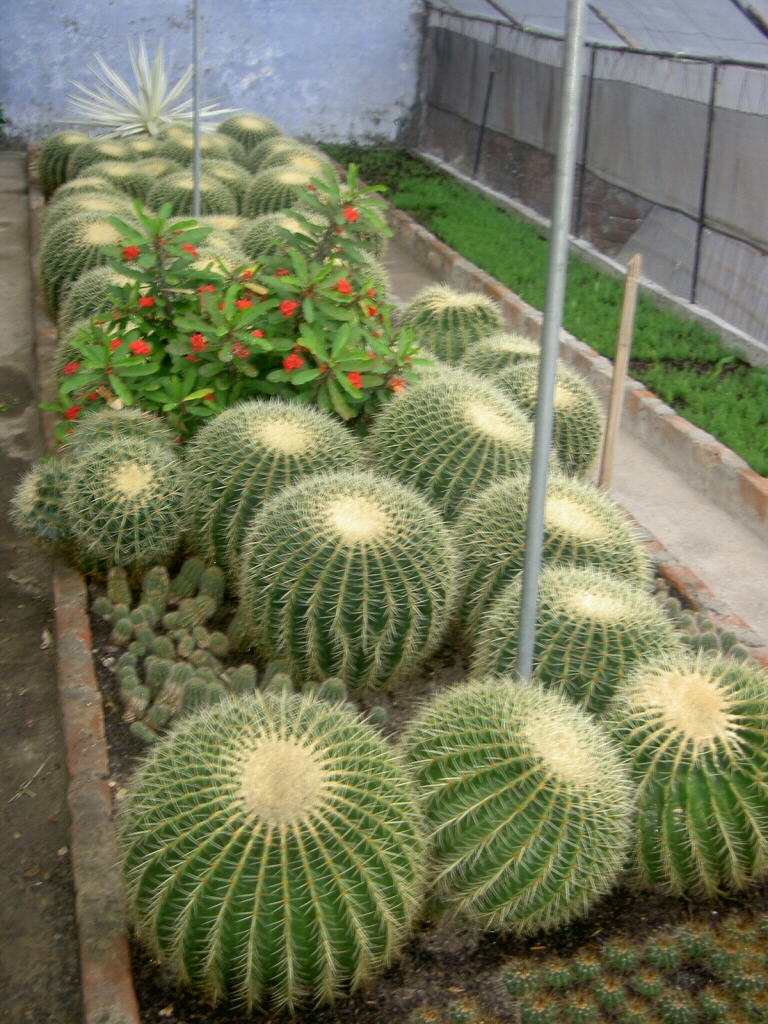
Kaktusy w Kalimpong

Na terenie Kalimpong przeważają lasy iglaste, w których najczęściej występują sosny oraz inne drzewa, które nie zrzucają igieł w okresie zimowym. Na wschodzie Kalimpong występuje siedem gatunków rododendronów. W lasach, w których występują drzewa zrzucające liście, występują dęby, brzozy, klony i olsze. Na terenie Kalimpong można wyróżnić ponad trzysta gatunków z rodziny storczykowatych. Poza tym dziko występują także: wilczomlecz nadobny (tzw. gwiazda betlejemska) i słoneczniki.
Faunę miasta Kalimpong tworzą głównie: pandy małe, niedźwiedzie himalajskie, pantery mgliste, łasice syberyjskie, mundżaki, tary himalajskie, gorale himalajskie, gaury i pangoliny. Ptaki zamieszkujące miasto to: sępy himalajskie, olśniaki himalajskie, dzioborożce, czubaki czarne, krogulce orientalne i kiśćce nepalskie.
Kalimpong posiada także ponad 46 wylęgarni, w których uprawiane są głównie mieczyki (80% spośród wszystkich wyhodowanych na terenie Indii pochodzi z Kalimpong) oraz storczyki, które eksportowane są do wielu krajów na całym świecie. Na terenie miasta znajdują się również dwa muzea ekologiczne: The Nature Interpretation Centre oraz The Rishi Bankim Chandra Park.

## Kalimpong w literaturze
Miasto stanowi miejsce akcji powieści Brzemię rzeczy utraconych (ang. The Inheritance of Loss), za którą Kiran Desai otrzymała Nagrodę Bookera. Akcja toczy się w latach 80. XX wieku, książka opowiada historię rodziny emerytowanego sędziego i jego sąsiadów, w kontekście działalności nepalskiego ruchu powstańczego Gorkha National Liberation Front. Warto zauważyć, że mieszkańcy Kalimpong nie byli zadowoleni z przedstawionych w książce rzekomych negatywnych stereotypów dotyczących Nepalczyków.